# Стюарт-Коммьюнити
Стюарт-Коммьюнити (англ. Stewart Community) — индейская колония народа вашо, расположенная в западно-центральной части штата Невада, США. 

## История
Племя вашо — признанное на федеральном уровне индейское племя, организованное в соответствии с Законом о реорганизации индейцев 1934 года. Племя состоит из четырёх общин: трёх в Неваде (Стюарт-Коммьюнити, Карсон, Дресслервилл) и одной в Калифорнии (Вудфордс). Индейская колония Стюарт-Коммьюнити была основана в 1990 году. 

## География
Колония находится в северной части округа Дуглас и на территории независимого города Карсон-Сити. Она состоит из шести участков. Общая площадь Стюарт-Коммьюнити составляет 11,454 км², из них 11,448 км² приходится на сушу и 0,006 км² — на воду. Штаб-квартира племени находится в городе Гарднервилл.

## Демография
В 1991 году В Стюарт-Коммьюнити проживало 90 членов племени.
По данным федеральной переписи населения 2010 года, в колонии проживало 147 человек. Согласно федеральной переписи населения 2020 года в Стюарт-Коммьюнити проживало 196 человек, насчитывалось 124 домашних хозяйств и 64 жилых дома. Средний возраст, проживающих в колонии, составлял 45,8 лет. Средний доход на одно домашнее хозяйство в индейской колонии составлял 64 375 долларов США. Около 30,8 % всего населения находились за чертой бедности, в том числе 14,8 % тех, кому ещё не исполнилось 18 лет, и 51,4 % старше 65 лет.
Расовый состав распределился следующим образом: белые — 24 чел., афроамериканцы — 0 чел., коренные американцы (индейцы США) — 155 чел., азиаты — 0 чел., океанийцы — 1 чел., представители других рас — 0 чел., представители двух или более рас — 16 человек; испаноязычные или латиноамериканцы любой расы составили 21 человек. Плотность населения составляла 17,1 чел./км².

## Комментарии
1. ↑  Сам город не входит в состав резервации, а является лишь штаб-квартирой племени.